# Ancud (miasto)

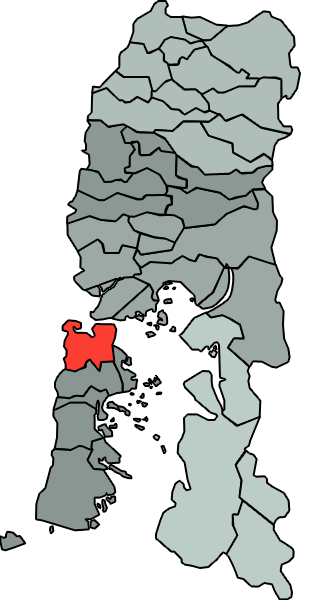
Położenie Ancud

Ancud – główne miasto i port w południowym Chile, położone na wyspie Chiloé w regionie Los Lagos.
Liczba mieszkańców: 39 946 (spis ludności w 2002)
W mieście rozwinął się przemysł mięsny. Ośrodek handlowy regionu rolniczego.